# Comunidad Francesa
La Comunidad Francesa (en francés: Communauté française) fue una entidad política regional francesa vigente entre 1958 y 1960. Instaurada por la Constitución francesa de 1958 (V República) en reemplazo de la Unión Francesa.

## Historia
Estuvo formada por Francia y sus departamentos y territorios de ultramar y estados asociados. Los estados asociados fueron: Camerún, Senegal, Togo, Benín, Níger, Burkina Faso, Costa de Marfil, Chad, República Centroafricana, República del Congo, Gabón, Malí, Mauritania y Madagascar. En el caso de Guinea, esta obtuvo su independencia inmediata en 1958 al rechazar, por referéndum, la aprobación de la Constitución de 1958. Posteriormente, durante 1960, los restantes estados asociados negocian y obtienen su independencia de Francia. El 16 de marzo de 1961, en un intercambio epistolar entre el primer ministro Michel Debré y el presidente del Senado Comunitario se constata la caducidad de las disposiciones constitucionales del título XII. Estas últimas disposiciones son formalmente derogadas por la revisión constitucional del 4 de agosto de 1995.

## Organización administrativa
Según el derogado Título XII (artículos 77 a 99, en el texto original de 1958), la Comunidad se organizaba en:
- El presidente de República Francesa que preside y representa la Comunidad;
- Un Consejo Ejecutivo de la Comunidad, presidido por el presidente de esta e integrado por el[primer ministro de Francia los jefes de gobierno de cada uno de los Estados miembros y por los ministros, de la Comunidad, a cargo de asuntos o negocios comunes;
- Senado de la Comunidad compuesto por delegados de la Asamblea Nacional francesa y de las asambleas legislativas de los miembros de la Comunidad, electos por estas;
- Y una Corte Arbitral de la Comunidad.